# Царгуш, Василий Михайлович
Василий Михайлович Царгуш (1 февраля 1938, Ачандара, Абхазская АССР — 28 января 2021, Сухум) — советский и абхазский композитор, этнограф, музыкальный педагог и музыковед

. Народный артист Республики Абхазия. Художественный руководитель и главный дирижер Государственного заслуженного ансамбля народной песни и танца Абхазии. «Заслуженный деятель искусств Абхазской АССР» (1971). «Народный артист Абхазской АССР» (1979). «Народный артист Грузинской ССР» (1982).

## Биография
Родился в селе Ачандара Гудаутского района Абхазской АССР в семье крестьянина.
В 1947—1958 году обучение в Ачандарской средней школе. После окончания школы поступил в Сухумское музыкальное училище на дирижерский факультет.
Во времена учебы в Музыкальном училище он руководил школьным хором, он также увлекался волейболом.
В 1963 году окончил полный курс хоро-дирижерского факультета и был направлен на работу в Государственный ансамбль песни и танца Абхазии в качестве дирижера-хормейстера.
В 1977—1982 обучение в Московском музыкально-педагогическом институте имени Гнесиных (квалификация «руководитель народного хора, дирижер»)
В 1968—2020 художественный руководитель и главный дирижер Государственного ансамбля песни и танца республики Абхазии.
В 1972 году возложили обязанности директора Государственный ансамбль песни и танца Абхазии.
В 1979 году было присвоено звание «Народный артист Абхазской ССР». В 1982 году присвоено почетное звание «Народный артист Грузинской ССР».
Впервые в 1976 году под руководством Царгуша В. М. Государственный заслуженный ансамбль народной песни и танца Абхазии выехал в гастрольную поездку за рубеж — в Польшу. После успешных гастролей, ансамбль чаще стали приглашать за рубеж. Гастроли ансамбля прошли в ГДР, ФРГ, Западном Берлине, ЧССР, Сирии, Греции, в Африканских странах (Эфиопия, Танзания, Мозамбик), Аргентине, Мексике. Франции, Турции. Государственный заслуженный ансамбль народной песни и танца Абхазии побывал во всех уголках бывшего СССР. Выступал с концертами перед иностранными туристами в г.г. Ленинграде, Москве, Сочи.
В 1986 году Царгуш В. М. освобожден от должности художественного руководителя Государственного заслуженного ансамбля народной песни и танца Абхазии и назначен директором Абхазской Государственной филармонии.
С 1988 года по совместительству работал художественным руководителем и главным дирижером Государственного заслуженного ансамбля народной песни и танца Абхазии.
В 1995 году освобожден от должности директора Абхазской государственной филармонии и продолжал работать художественным руководителем, главным дирижером и директором Государственного заслуженного ансамбля народной песни и танца Абхазии.
Умер в 2021 году.

## Музыкальные сочинения
кантаты «О трех героях», «Память о погибших» и «Мать Абхазия»

## Награды
- Заслуженный деятель искусств Абхазской АССР (1971).
- Народный артист Абхазской АССР (1979).
- Народный артист Грузинской ССР (1982).
- лауреат Государственной премии им. Д. Гулиа (2001)
- кавалер ордена «Ахьдз-Апша» II степени (2008)

## Избранная библиография
- Уасил Царгәыш. Ахортә рҿиамҭақәа реизга. Анотатә ҭыжьымҭа. Иеиқәлыршәеит, аредакциа азылуит Нинель Бжаниа. Компиутерла аиқәыршәаҩ А. Кетиа. Аҟәа — 2007